# هيسبيرونيخوس
هيسبيرونيخوس (بالإنجليزية: Hesperonychus) هو جنس من الديناصورات الصغيرة جدًا من فصيلة الدرومايوصوريات، عاش في ما يُعرف اليوم بألبرتا، كندا خلال أواخر العصر الطباشيري، قبل حوالي 76.5 مليون سنة. النوع الوحيد المعروف ضمن هذا الجنس هو هيسبيرونيخوس إليزابيثاي (Hesperonychus elizabethae).

## الاكتشاف والتسمية
تم اكتشاف الحفرية الأساسية في تشكيل قدسون في ألبرتا، كندا. وتتألف العينة من حوض جزئي، وتم جمعها لأول مرة في عام 1982 على يد إليزابيث نيكولز، عالمة الحفريات في متحف رويال تيريل، ولكن لم يتم دراستها بشكل مفصل حتى قام بها نيكولاس لونغريتش وفيليب كوري في عام 2009. تم نشر وصف النوع في دورية *Proceedings of the National Academy of Sciences*.
اسم الجنس "هيسبيرونيخوس" يعني "مخلب غربي"، من الكلمة اليونانية "هيسبيرو" (ἕσπερος) وتعني "الغربي"، و"أونيخوس" (ὄνυξ) وتعني "مخلب". أما اسم النوع "elizabethae" فهو تكريمًا لإليزابيث نيكولز.

## الوصف
هيسبيرونيخوس هو واحد من أصغر الديناصورات المعروفة من أمريكا الشمالية. ويُعتقد أنه كان بطول أقل من متر واحد، ويزن حوالي 1.9 كيلوجرام فقط. كان يمتلك مخلبًا مميزًا على إصبعه الثاني، مثل معظم أعضاء فصيلته من الدرومايوصوريات، ويُفترض أنه كان لاحمًا سريع الحركة، يعتمد على المطاردة أو الانقضاض على فرائسه الصغيرة.

## الأهمية
يُعد هيسبيرونيخوس أول درومايوصور صغير يُكتشف في أمريكا الشمالية منذ أكثر من قرن، وقد وفّر دليلًا على وجود مفترسات صغيرة بحجم الثدييات في النظام البيئي الطباشيري. وقبل اكتشافه، كان يُعتقد أن هذه المنافذ البيئية يملؤها الثدييات فقط.

## علم التطور
ينتمي هيسبيرونيخوس إلى تحت فصيلة الهالسزورينات (Halszkaraptorinae)، وهي مجموعة من الدرومايوصوريات التي يُعتقد أن لها صفات شبيهة بالطيور وربما كانت شبه مائية. وتشير تحاليل التطور إلى أن هيسبيرونيخوس كان مرتبطًا ارتباطًا وثيقًا بجنس ميكرورابتور (Microraptor) الصيني، ما يدل على صلة تطورية بين درومايوصوريات آسيا وأمريكا الشمالية.